# Akila Radhakrishnan
Akila Radhakrishnan (nascida em 15 de dezembro de 1982) é uma advogada de direitos humanos e presidente do Centro de Justiça Global (GJC, na sigla em inglês). Antes de trabalhar no Centro de Justiça Global, Radhakrishnan trabalhou no Tribunal Penal Internacional para a ex-Jugoslávia, bem como na DPK Consulting e na Drinker, Biddle & Reath, LLP.

## Educação
Radhakrishnan recebeu o seu bacharelado em História da Arte e Ciência Política pela Universidade da Califórnia em Davis e o seu J.D. pela Universidade da Califórnia em Hastings, com um foco em Direito Internacional.

## Publicações
- "Para Além do Golpe em Mianmar: Uma Crise Nascida da Impunidade"[5]
- "O aborto é um direito humano. Uma pandemia não muda isso"[6]
- "O Golpe Arrepiante de Trump no TPI"[7]
- "Além de Matar: o Papel Crítico do Género no Reconhecimento, Prevenção e Punição do Genocídio"[8]
- "Política Externa, Estilo-Akin: Como os EUA Negam Abortos a Mulheres Violadas na Guerra"[9]
- "Reformas Ocas da Birmânia"[10][11]
- "Não Apenas Sem Voz, Mas Sem Escolha: As Vítimas Grávidas do Boko Haram"[12]
- "A Arma Mais Cruel"[13]
- "Com a Presidência de Trump, uma Colisão Iminente com os Padrões Globais sobre Tortura e Direitos ao Aborto"[14]
- "Como Obama falhou às mulheres violadas na guerra"[15]
- "Ação de Trump sobre os Direitos Reprodutivos no Estrangeiro"[16]
- "Por que os EUA estão a Travar Guerra Contra Mulheres Violadas na Guerra"[17]
- "A invasão de Gaza por Israel no Direito Internacional"[18]
- "Protegendo o Aborto Seguro em Ambientes Humanitários: Superando Barreiras Legais e Políticas"[19]
- "Se Estas Paredes Pudessem Falar, Elas Seriam Censuradas: Restrições dos EUA ao Discurso Pró-Escolha"[20]